# Miracolo eucaristico di Valvasone e Gruaro

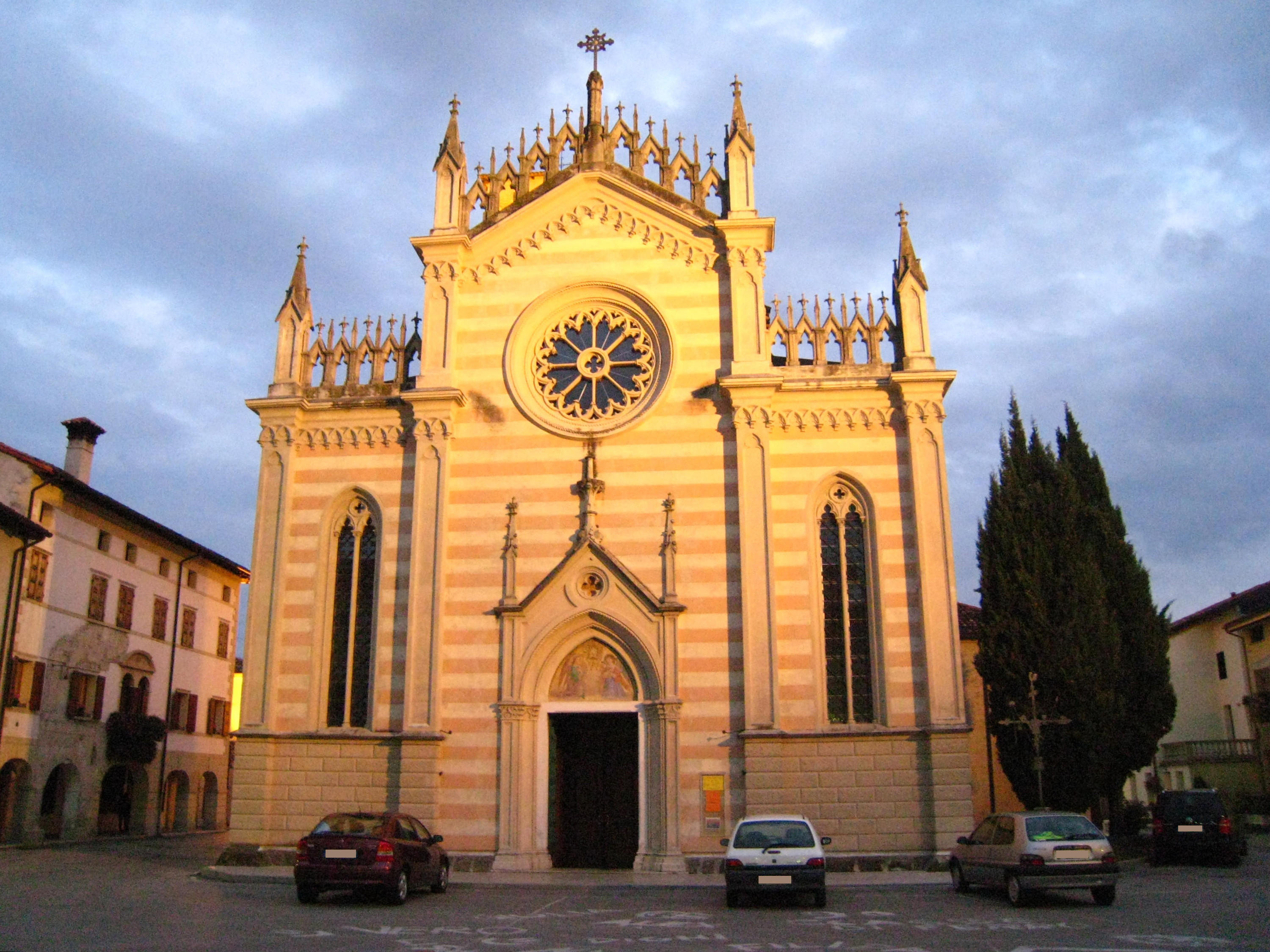
Il Duomo del Santissimo Corpo di Cristo (Valvasone)

Il miracolo eucaristico di Gruaro sarebbe avvenuto nel 1294 nella cittadina di Gruaro, Veneto: su di una tovaglia, proveniente dalla chiesa di San Giusto, sarebbero apparse macchie di sangue, prodotte da un'ostia consacrata rimasta tra le pieghe del tessuto. Oggi la reliquia è conservata a Valvasone per volere degli allora signori feudali. A Gruaro, a memoria dell'accaduto è presente un monumento di fronte alla chiesa nel punto presunto dove avvenne il miracolo sul torrente Versiola, un affluente del Lemene.

## La storia
Secondo quanto tramandato dalla tradizione, nel piccolo centro di Gruaro, nel 1294, mentre una donna stava lavando una tovaglia proveniente dall'altare della vicina chiesa di San Giusto, notò sul tessuto delle macchie di sangue, provenienti da un'ostia consacrata rimasta tra le pieghe del lino. Meravigliata, si recò subito dal parroco, che organizzò una processione per portare tovaglia e particola in chiesa.
Successivamente il parroco avvertì il vescovo della vicina Concordia, monsignor Giacomo d'Ottonello da Cividale, che dichiarò miracoloso quanto accaduto. In seguito, non trovandosi un accordo sulla destinazione delle reliquie, che sia Gruaro sia Concordia volevano conservare, intervennero i potenti conti di Valvasone, che ottennero nel 1330 dalla Santa Sede la custodia degli oggetti sacri, a patto che venisse costruita per lo scopo una nuova grande chiesa, dedicata al Santissimo Corpo di Cristo.
La nuova chiesa venne consacrata nel 1484 e conserva i resti sacri in un pregevole reliquiario d'argento, realizzato a Venezia dall'orefice Antonio Callagari. Nell'ultima ricognizione, effettuata nel 1894, la tovaglia conservava le macchie originali, mentre la particola si era ridotta in polvere farinosa.
Nella domenica successiva al giovedì del Corpus Domini, il presunto miracolo è ricordato e festeggiato a Valvasone. Si conserva a Gruaro soltanto il lavatoio dove si sarebbe verificato l'episodio. Per secoli Gruaro e Valvasone furono in attrito per la rivalità creatasi, superata soltanto nel 1967, quando i gruaresi decisero di partecipare alla Festa della Sacra Tovaglia celebrata nel paese rivale, e i due comuni si unirono in gemellaggio.